# كلود كيلي
كلود كيلي (بالإنجليزية: Claude Kelly)‏ (و. 1980 – م) هو مغن مؤلف، ومغني، وكاتب غنائي، ومنتج أسطوانات، من الولايات المتحدة الأمريكية، ولد في مدينة نيويورك.

## التعليم
تعلم في كلية باركلي للموسيقى.

## أعمال بارزة
من أهم أعماله:
- St Peter's Church, Aldrington.

## روابط خارجية
- كلود كيلي على موقع ميوزك برينز (الإنجليزية)
- كلود كيلي على موقع أول ميوزيك (الإنجليزية)
- كلود كيلي على موقع ديسكوغز (الإنجليزية)